# Parapsettus panamensis
Parapsettus panamensis är en fiskart som först beskrevs av Steindachner, 1876.  Parapsettus panamensis ingår i släktet Parapsettus och familjen Ephippidae. IUCN kategoriserar arten globalt som livskraftig. Inga underarter finns listade i Catalogue of Life.